# 숙의 나씨 (중종)
숙의 나씨(淑儀 羅氏, 1489년 ~ 1514년 음력 10월 5일)는 조선 중종의 후궁이다.

## 생애
본관은 나주로, 군수(郡守) 나숙담(羅叔聃)의 딸이다. 1489년(성종 20년)에 태어났다. 사족의 딸로서 중종 원년에 후궁에 간택되어 입궁했다.  적모는 서정 종사관을 지낸 신중거(辛仲琚)의 딸이나 생모는 누구인지 알 수 없다.  이복남매로 나윤명(羅允明), 나윤철(羅允哲)이 있으며, 동복남매로 나개미치(羅介未致)가 있다.  《명종실록》에 언급된 그녀의 동복 오라비(同生娚) 이름이 나개미치(羅介未致)를 천례(賤隷)라 기록했던 것으로 보아 숙의 나씨(淑儀 羅氏)의 어머니가 정실 부인이 아니라 추정된다.
중종의 총애를 받았으나 1514년(중종 9년) 10월 출산하던 중에 26세의 나이로 사망하였다. 한편 이때 나씨가 낳은 아이도 함께 죽었다.
 
숙의 나씨(淑儀羅氏)가 졸(卒)하였다.
사신은 논한다.
이때 박씨(朴氏, 경빈 박씨)도 또한 해산(解産)에 임박하였으므로,
궁중에서는 이미 나씨를 살릴 수 없음을 알고서 이를 꺼린 까닭에
그로 하여금 나가서 피방하도록 했다.
바야흐로 나씨의 병이 위급한데도 의원(醫員)들은 치료에 진력하지 않았고
내간(內間)도 박씨에게 아부하면서 나씨를 전혀 구호(救護)하지 않았으며,
또 거짓말로써 선동하기를 숨이 끊어져서 내보냈다고 했지만
신음하는 소리가 길에서까지 들렸다.
임산(臨産)했을 때에 몸을 흔들어 산모와 태아(胎兒)가 모두 죽었으므로
궁중과 외간에서 불쌍하게 여겼다.
 — 《중종실록》 21권,
중종 9년(1514년 명 정덕(正德) 9년) 10월 5일 (갑오)

나씨가 산고로 죽은 후, 나씨의 치료에 최선을 다하지 않았다는 이유로 의관을 탄핵하고 엄벌할 것을 청하였으나 중종은 이를 윤허하지 않았다. 중종은 숙의 나씨의 죽음을 애통히 여겨 전답과 노비를 하사하고 정중히 장례를 치르도록 하였다.
숙의 나씨의 무덤은 본래 다른 곳에 있었으나, 1980년대에 후손들이 이장하여 현재는 경기도 이천시 부발읍 무촌리에 있다. 2014년 1월 6일 이천시의 향토유적 제22-1호 〈숙의나주나씨 묘역 및 묘비〉로 지정되었다.